# Åska

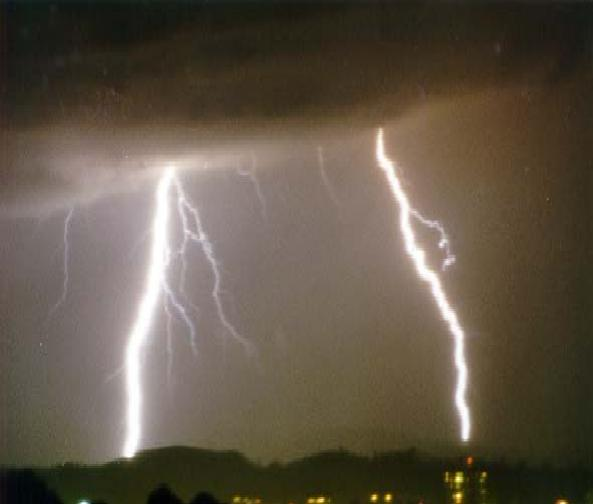
En blixtkanal kan vara mellan 2 och 20 cm i diameter.

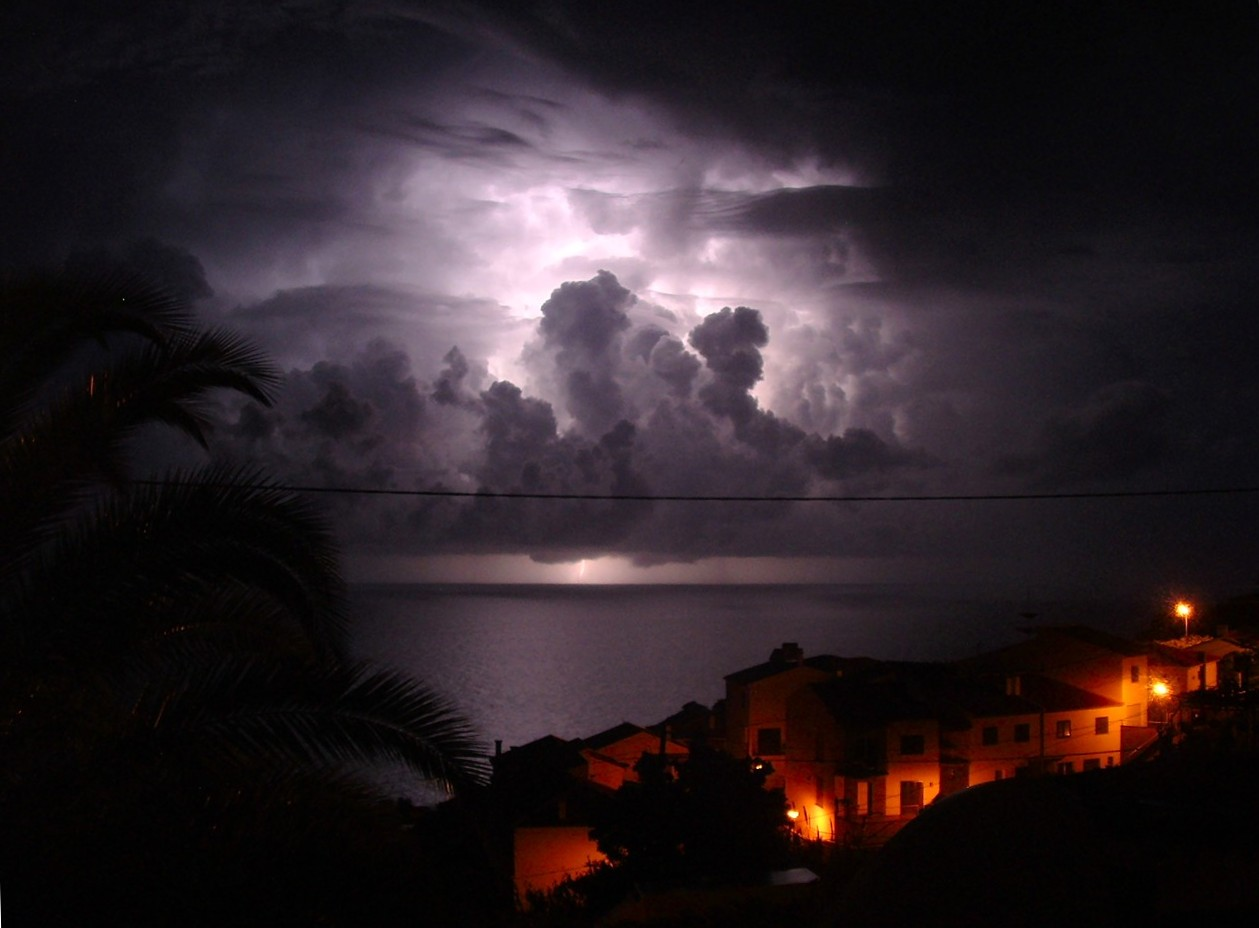
Åskväder i Garajau på Madeira.

Åska (ålderdomligt även tordön, fornnordiska: þordyn) är elektriska urladdningar i jordens atmosfär som yttrar sig i ett uppflammande av ljus (blixt) och ett skarpt eller mullrande ljud (åskknallar, åskdunder, åskmuller). Dessa elektriska urladdningar alstrar mycket stor värme under bråkdelar av en sekund, vilket gör att luften sätts i rörelse vilket är upphovet till åskmullret.
Åska förekommer i samband med cumulonimbusmoln (bymoln), men kan också förekomma i extremt sällsynta fall i  cumulusmoln (vanliga stackmoln) och stratusmoln (dimmoln). Urladdningen i stackmoln blir oftast mycket större än i vanliga bymoln, medan strömstyrkan i blixtarna från dimmoln vanligtvis är lägre än i blixtar från bymoln. Det finns indikationer på att åska i sällsynta fall kan uppstå vid sandstormar, vulkanutbrott och eventuellt laviner.
Luftmasseåskväder uppstår genom lokal uppvärmning på grund av solstrålning, då varm och fuktig luft pressas uppåt. Det kan förekomma i både kalla och varma luftmassor.
Värmeåskväder uppstår i varm och fuktig luftmassa, vilket medför att det blir fortsatt varmt efter åskan. Värmeåskväder är ofta lokala.
Frontåskväder, även frontåska, uppstår i samband med att en kallfront passerar och följs av påtagligt kallare luft. Frontåskväder kan vara mycket ihållande.

## Funktion och varianter

### Allmänt
Urladdningarna beror på kraftig elektrisk uppladdning av molnets olika delar. Den fysikaliska bakgrunden är inte helt klarlagd, men forskarna vet att det finns flera olika mekanismer som leder till molnens elektriska uppladdning. En av dessa bygger på existensen av kosmisk strålning i molnet och en annan sådan mekanism på piezoelektricitet.
Kraftiga vertikalvindar med varm, fuktig luft, underkylda vattendroppar och iskristaller, samt en instabil atmosfär är ofta förekommande. En teori är att lätta positivt laddade ispartiklar stiger med uppvindarna, medan tyngre, negativt laddade is/vatten-droppar (så kallade Graupel-partiklar) och kornsnöpartiklar sjunker neråt av tyngdkraften. När kornsnöpartiklarna kommer i kontakt med vattendroppar i molnets nedre delar, överförs negativ laddning. Genom direkta mätningar har man kunnat konstatera att molnets övre delar i regel blir positivt och de nedre negativt laddade. Eftersom cumulonimbusmoln har stor vertikal utbredning, kan potentialskillnaden efterhand bli mycket stor. När luftens isolerande förmåga överskrids utlöses en urladdning, vanligtvis mellan molnets olika delar eller mellan två närliggande moln, men någon gång också mellan moln och jordytan – blixten ”slår ner”.
En förurladdning joniserar luften stötvis i cirka 50 meter långa steg tills den når omkring 100 meter ovan mark. Då känns attraktionen av från ledande föremål från marken och en fångurladdning uppstår som drar sig uppåt. Denna möter förurladdningen. Kanalen är nu ledande och huvudurladdningen från marken till molnet sker med en hastighet av ungefär hundra miljoner meter per sekund (en tredjedel av ljushastigheten). Normalt sker flera urladdningar inom ett par tiondels sekunder . Några av dessa urladdningar kan ibland utgöras av en pilblixt.
Förloppet är så snabbt att ögat inte hinner särskilja de olika momenten. En blixtkanal, som kan vara 5–10 km lång, bildas. Det åtföljande ljudet uppstår när uppvärmningen (cirka 30 000 °C) av luften längs urladdningsbanan orsakar kraftiga tryckförändringar. En punkt på marken nås inte av ljudet från hela blixtkanalen samtidigt. Det tar ljudet cirka 20 sekunder att utbreda sig längs en sju kilometer lång blixtkanal. Den som är riktigt nära en blixt hör ett intensivt men relativt kortvarigt ljud och kanske även fräsandet från fångurladdningen. Ett moln är elektriskt laddat långt innan det nått stadiet som cumulunimbusmoln och molnets nettoladdning kan avlägsnas genom regn. Mycket intensiva åskväder brukar genereras av en variant av cumulonimbusmoln som kallas supercell. De är ytterst ovanliga i Sverige.

En animation av en blixt.

Åskväder förekommer dels i en och samma luftmassa, luftmasseåskväder, dels i gränsen mellan två luftmassor, frontåskväder.
Båda fenomenen skapar starka uppvindar. Små vattendroppar kan finnas i underkyld form, ända ner till -40 grader, men det krävs temperaturer på ner till -20 grader innan de börjar frysa i större omfattning.
I ett åskmoln krävs både ofrysta vattendroppar och snöflingor för att blixtar skall utlösas. Ett åskväder sträcker sig ibland ända till tropopausen, där det avslutas i ett klassiskt städ. De flesta åskväder i Sverige inträffar under sommaren, när tillgången på vattenånga i atmosfären är god. Det förekommer även åska under vintern, men dessa åskväder är mycket svagare än typiska sommaråskväder och begränsade till kustområden i södra Sverige.
Luftmasseåskväder kan uppstå vid kraftig lokal uppvärmning över land – sommarens vanliga värmeåskväder skapas av termik, vanligtvis på eftermiddagarna - och/eller bildas genom vertikala luftrörelser i en instabil luftmassa. Även orografiskt (orsakad av topografin) betingade luftrörelser kan skapa de uppvindar som krävs. Samma sak gäller för stora skogsbränder. Nattetid bildas ibland termik över uppvärmt hav som kan ge upphov till åska. Detta är vanligt bland annat runt Medelhavet.
Frontåskväder uppstår genom vertikala luftrörelser vid frontpassager – vanligast i samband med kallfronter. Kallfrontsåskväder uppstår när den kalla luften pressar upp en varmare luftmassa. En vägg av sammanvuxna åskmoln kan bildas längs hela fronten – sådana åskväder är ofta mycket intensiva men kortvariga eftersom fronten är smal och rör sig snabbt (50–100 km/h). Varmfrontsåskväder är normalt lågintensiva, glesa men mera långvariga och utan tydligt synliga åskmoln.
Åskan är mest intensiv runt ekvatorn. Frekvensen av åskväder är betydligt högre över landområden och allra intensivast i ett område i centrala Afrika strax söder om ekvatorn, samt i ett bergsområde på Borneo som toppar statistiken. En global uppvärmning anses öka antalet åskväder på jorden. Därför är blixtfrekvensen ett av måtten för global uppvärmning. Platsen som får maximalt antal blixtar på jorden är Maracaibosjön i Venezuela. 

### Cellen
Ett aktivt åskmoln består av uppvindar och fallvindar och varje par av uppvind-fallvind kallas för en cell.
En analogi är att betrakta cellen som bandet i en Van de Graaff-generator. Åskmolnet kan bestå av flera celler. Man talar om multiceller. Cellen är positiv laddad högst upp och negativ laddad underst med negativ laddningskoncentration (vid cirka -10 °C) 3–5 km upp i atmosfären. Under molnet finns även en liten positiv molnficka, varför denna finns är forskarna oense om.
När molnet dör bort omvandlas cellen till en fallvind med regn. Dessa regndroppar är elektriskt laddade, det kan höras som knäppar när regnet faller på en antenn till en känslig radiomottagare. Fenomenet är välkänt och kallas elektrostatiskt regn.
På en tusen kilometer lång åskfront finns många celler. En kvalificerad gissning är att de är sammanlänkade i atmosfären och i marken. En blixt kan rubba ett tillfälligt jämviktstillstånd av elektriska laddningar, så att en serie urladdningar påbörjas och avslutas utefter hela fronten. Efter ett antal sekunder uppstår nya urladdningar och så vidare. Fenomenet har filmats från en rymdfärja.

### Blixten

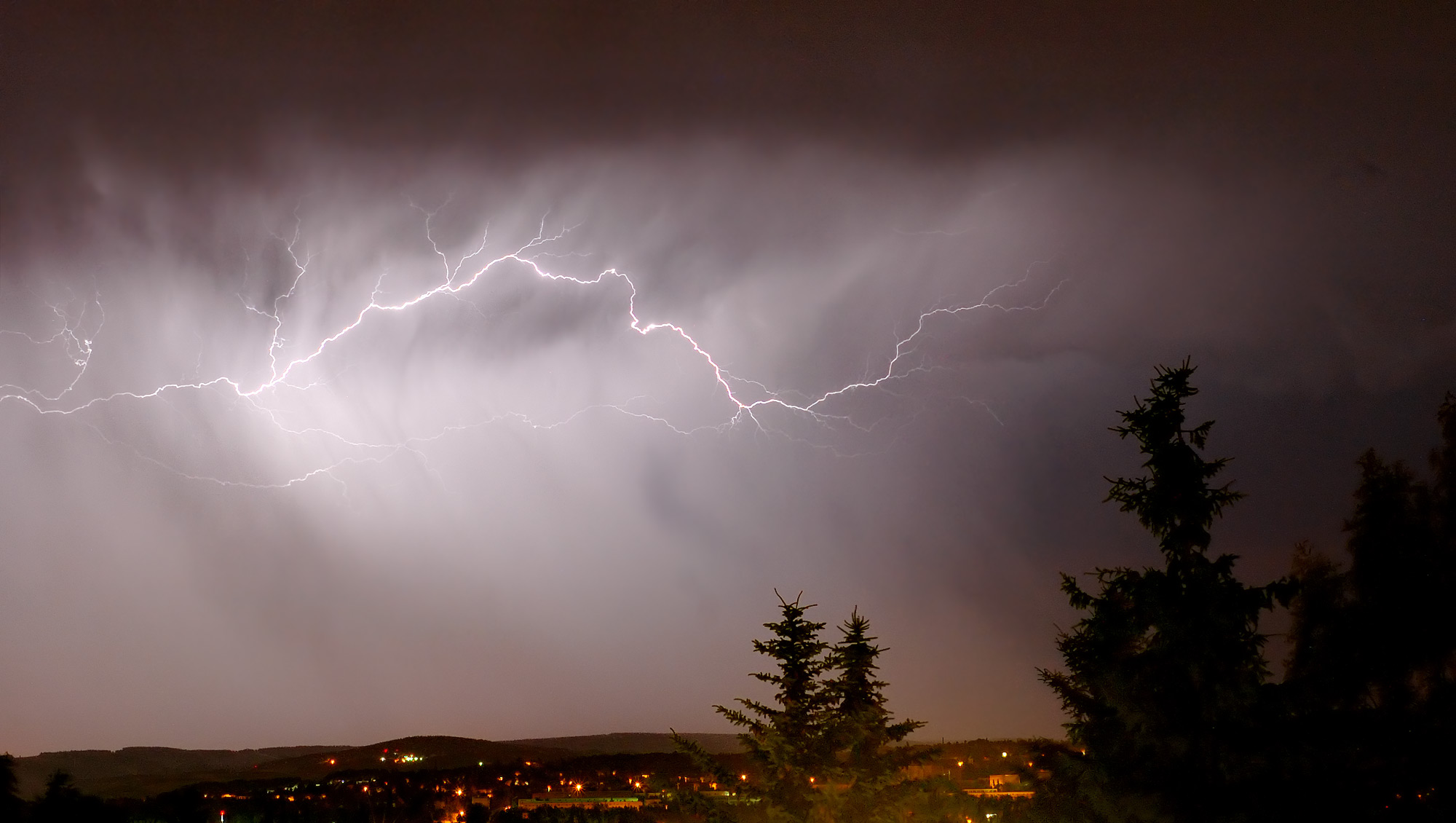
En blixt mellan två moln

Blixten är den kortvariga elektriska urladdning som ger upphov till åskmullret. Den sker inom ett åskmoln, mellan två åskmoln eller mellan åskmoln och mark.
Blixten genererar såväl radio-, ljus-, UV- och röntgen- som gammastrålning, vilket hjälper till att värma och jonisera blixtkanalen. När väl strömstyrkan börjat öka, ökar den mycket snabbt på några få mikrosekunder.
Blixtens urladdning sker företrädesvis från höga föremål. Höga föremål (även de med ringa ledningsförmåga) omges av positiva joner, då de attraheras av det negativa elektriska fältet från förurladdningen, som går i enskilda steg, så kallade stegurladdningar. En åskledare har en säker skyddskon då den är en högsta punkt i ett litet område, som dock krymper vid blixtar med lägre strömmar. Likaså har höga byggnader mindre skyddskon. En skyskrapa har en åskskyddskon som endast sträcker sig ett 20-tal meter från byggnaden. Man talar om en klotformad skyddskon i sådana fall. När väl en blixtkanal är etablerad så är det ohmska motståndet nästan försumbart.

#### Molnblixt och markblixt
Det som intresserar vetenskapen idag är markblixten med dess sidurladdningar och andra markfenomen.
Högspänningsledningar har jordledningen överst och vid mastinstallationerna måste det finnas väl fungerande åskavledare.
Blixtens påverkan på högspänningsledningar ute i nätet kan uppfattas som blinkningar eller helt sonika strömavbrott då skyddsutrustningen löser ut, beroende på var nedslaget sker.
Emellertid är inte distributionen av el helt säker. Ibland kan det bli längre elavbrott.
Mikroelektroniken är betydligt mer känslig och EMP, elektromagnetisk puls, produceras av alla blixtkanaler.
Elektrisk utrustning är dock mest känslig för de fenomen som marknedslagen orsakar. IT-samhällets krav på fungerande utrustning har gjort att anslagen för åskforskning har mångfaldigats.

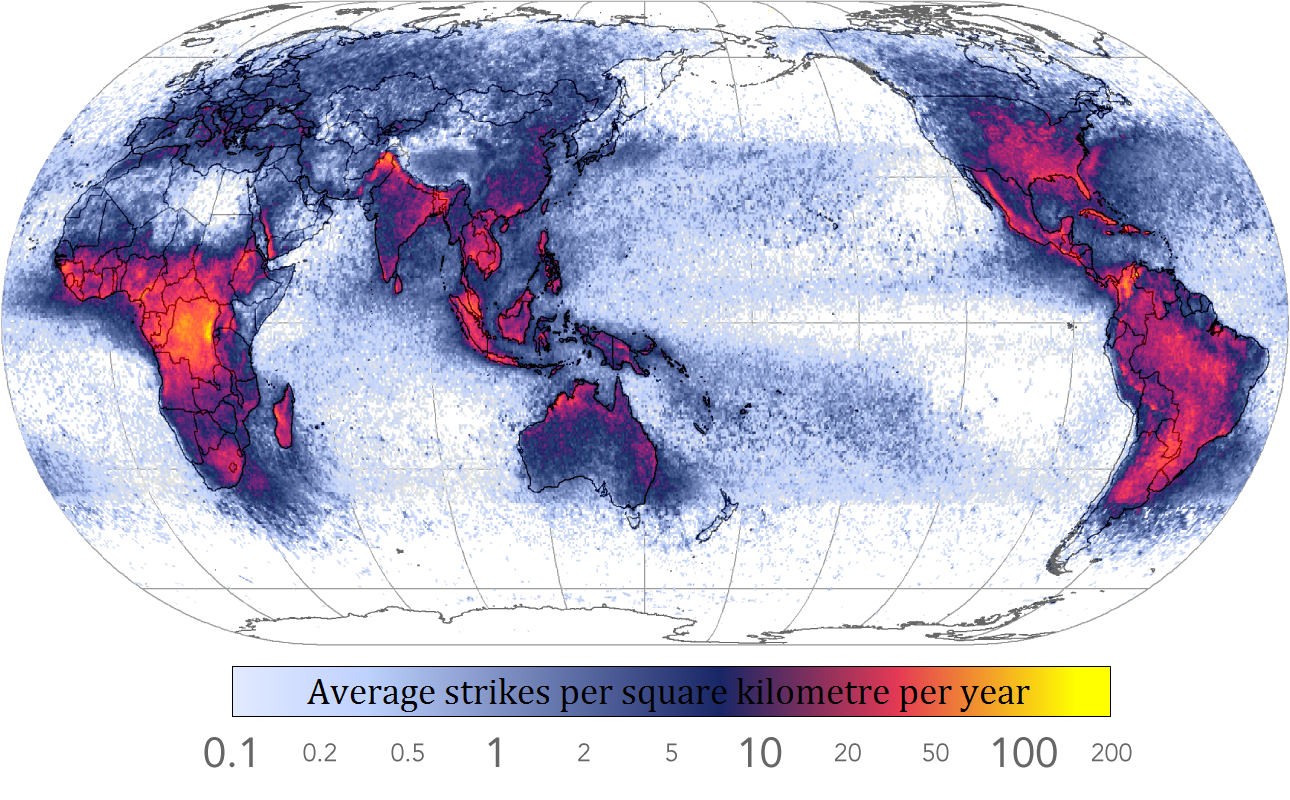
Världskarta som visar frekvensen av blixtnedslag, i blixtar per km² och år. Blixtnedslag är vanligast vid östra centralafrika.

Antalet blixtnedslag varierar beroende på väder och markförhållanden. Allra vanligast är blixtnedslagen i östra Centralafrika, bortsett från jordens grannplaneter Venus och Jupiter där ännu våldsammare åskväder rasar. Antalet blixtar är högre vid ekvatorn än vid polerna, men i gengäld är bara ungefär 10 procent markblixtar. Redan vid 60 graders nordlig eller sydlig bredd har andelen ökat till 50 procent.

#### Korona
Koronaurladdning är en osynlig ständigt pågående urladdning under, och i ett åskmoln. Någon gång kan denna ses som Sankt Elmseld. Urladdningen syns särskilt nattetid runt spetsiga föremål, då dessa fylls av positiva joner som attraheras av en negativt laddad molnsida. De svaga elektriska strömmarna kan bilda så kallade fångstarmar eller fångurladdningar. Varför det slår en blixt från en negativ jord till ett negativt moln är inte helt utrett av forskarna. En del forskare menar att den lilla positiva molnfickan här spelar en roll.

#### K-puls
K-puls, eller pilurladdning, är en urladdning som förekommer i en redan uppkommen blixtkanal.
Mekanismen har registrerats med hjälp av höghastighetskamera. Med kameror ser det ut som en pil som går ner från molnet.
Pilurladdningen upptäcktes av två japanska åskforskare; Kobayashi och Kitagawa.
När en huvudurladdning har skett töms molndelen på elektroner och blir positivt laddad.
Sedan pumpas det in nya elektroner med fördröjning i området från kringliggande delar av molnet, vilka fortsätter ner i blixtkanalen igen uppifrån och ner och kallas pilurladdning.

### Marknedslag
En tredjedel av jordens blixtar går från moln till mark. Markblixtens mekanismer är mer kända än molnblixtens. Vissa trakter i Sverige är mer åskrika än andra. Det handlar om områden där luftturbulenser, termik, lättare bildas på grund av geologiska förhållanden som olika slags landformationer, till exempel inlandsklimat där luften pressas upp av topografin, och också i områden som har mycket nederbörd. I vissa områden slår åskan oftare ner. SMHI har omfattade statistik på dessa och kan förklara att markens konduktivitet omfattar ytor med jordbruksmark med mera. Ett träd är ett föremål som ofta träffas av blixten och är ett bra exempel på "varma" och "kalla" blixtar.

#### Blixtnedslag i träd

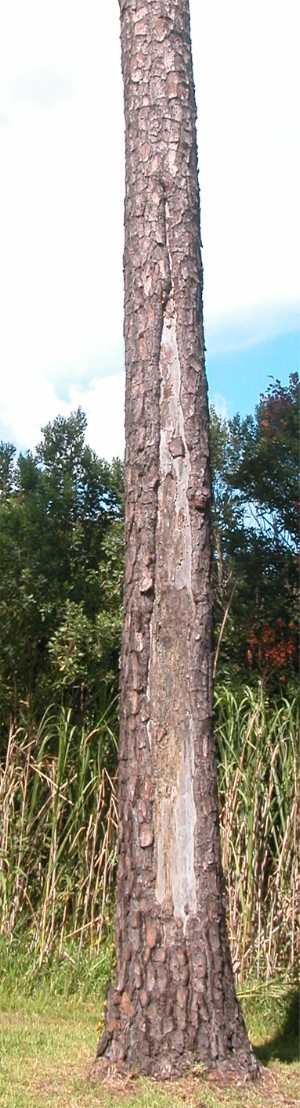
Gammal skada på träd orsakat av blixtnedslag. Barken är sprängd i en kanal.

De flesta blixtar är kalla och genererar mycket ström under kort tid. Beroende på trädets kondition kan den kalla blixtens skador på trädet se ut på olika sätt. Ibland klarar sig trädet bättre, när blixten har gått på utsidan av regnblöt bark.
En vanlig blixtskada är en spiralformad fåra som gått ned i trädet. Trädet överlever, men kan senare angripas av sjukdomar och ändå dö.
Sprängskador kan också förekomma. Fuktig bark kan exempelvis sprängas och barktrasor kan ibland efter nedslaget hänga i grenverket, och trädet dör, på grund av barkskador. Är kärnvirket fuktigt och blixten kraftig klyvs trädet; det kan till och med helt sprängas sönder. Ibland handlar detta om en positivblixt (se nästa avsnitt), som gått från molnets översida ner i marken.
Den varma blixten är långvarig och kan antända virke, inredning och vegetation, och kan också leda till att det börjar pyra i ett träds rotsystem. Slutresultatet av en varm blixt kan bli brand, kanske en skogsbrand.
Kraftiga blixtar plöjer ibland små diken runt det träffade trädet. Alltså medför blixten mycket kraftiga jord-strömmar.
Inte så sällan slår blixten hål på VVS-ledningar nere i marken, nära blixtnedslaget.

#### Typer av blixtnedslag
När blixten förgrenar sig ovanför målet och synbarligen slår ner i flera mycket nära föremål samtidigt kallas detta för en gaffelblixt.
En positiv blixt är en ovanlig blixt, som slår från molnets positiva ovansida ner i marken. De brukar vara bland de kraftigaste blixtarna och ett vanligt scenario är att åskmolnets övre delar deformeras av vinden, så att blixtens närmaste väg blir till marken. De är vanliga i åskväder under vintern då tropopausen ligger lägre. Man talade mot slutet av 1960-talet om superblixten, alltså mycket kraftiga och ovanliga blixtnedslag. Dessa superblixtar finns bland positiva blixtar. Den positiva blixten har vid något tillfällen uppträtt som "blixt från klar himmel" där åskmolnet varit skymt av bergskanter, den positiva blixten är den farligaste av blixtarna.

#### Blixtnedslag och människan
Enligt uppgifter från NASA överlever 80–90 procent av dem som träffas av blixten. Strömmen från nedslaget leds framför allt av blodkärlen och den stora frågan är om strömmen ska passera det känsliga hjärtat. Oftast sker detta inte. Hos fyrfota djur är dödsrisken större av just detta skäl, sannolikheten för hjärtpassage är mycket större.
Blixten kan döda människor som söker skydd från regnet genom att stå under träd. De så kallade fångurladdningarna har också dödat människor. Det elektrostatiska fältet kan vara kännbart sekunden innan blixten slår ned. Håret kan resa sig vid torr åska.
Stora spänningsskillnader i marken uppstår vid nedslagsplatsen. Dessa kan skada en människa tillfälligt genom förlamning genom så kallad stegspänning. Det finns exempel på hur en hel grupp av vandrare fallit när blixten slagit ner i närheten. De som stått på en fot eller jämfota har klarat sig bättre. Fyrfota djur dödas ofta av starka markspänningar (stegspänningar) då strömmen passerar hjärttrakten.
Globalt beräknas 6 000–24 000 personer dödas av blixten årligen, beroende på hur statistiken tolkas.
I Sverige dödas i genomsnitt en person av blixten vartannat år. I början av 1900-talet var människor i Sverige ofta ute och arbetade på fälten. Då dödades cirka 30–40 människor av åska varje år. Det har även föreslagits att spillning från boskap kan öka markens konduktivitet.
Den hittills värsta blixtolyckan orsakade att sju personer omkom 1 juli 1895 i Bäckaryd utanför Hamneda när de tog skydd i en ängslada.

#### Sidourladdningar
Sidourladdningar uppstår därför att vanliga föremål såsom skorsten, husvägg etcetera är dåliga åskledare.
Därför förgrenar sig blixten när den träffar markföremålet.
Blixten hoppar ibland av från ledande föremål och tar en närmare väg till jord. Blixten är så kortvarig att laddningar koncentreras i spetsiga föremål utefter vägen. Detta ställer krav på åskledarnas konstruktion, som måste ha flera djupa jordspett, ledare med god konduktivitet och mjuka böjda hörn. På samma sätt som stegurladdningar orsakar spänningsskillnader i marken, kan det uppstå spänningar mellan marken och isolerade metallföremål i det ögonblick blixten avleds i form av jordströmmar. Har föremålet hög kapacitans till jord kan strömpulsen bli avsevärd.

#### Urladdning skapad av induktion
Blixten är ett elektromagnetiskt fenomen, vilket innebär att gnistor kan uppstå genom induktion i ledningar i närheten av ett blixtnedslag utan att direktträff förekommer. När en sådan överföring blir mycket stark kallas denna för EMP. Normalt brukar ett överspänningsskydd skydda IT-utrustning vid lägre spänningspulser, men människor har dödats av sådana spänningar.
De kostsammaste skadorna på elektronisk utrustning sker via induktion.

## Säkerhet

### Skydd mot blixtnedslag
För att skydda sig mot blixtnedslag är det oftast bäst att vara i en byggnad, särskilt om det är en större byggnad. Däremot ska man undvika balkonger och verandor. Man bör dra ut kontakter ur el-, telefon- och antennuttag samt stänga dörrar och fönster. Inte heller stå nära lampor, elektrisk utrustning, vattensystem eller eldstäder. Att prata i mobiltelefon anses i sig inte utgöra någon ökad risk för att bli träffad av blixten, under förutsättning att inte laddningskabeln används. Vissa hus har åskledare som leder blixten ner i marken. Man kan även se till att det finns en jordfelsbrytare och installera överspänningsskydd.
Utomhus ska man särskilt undvika öppna fält, vatten eller att vara under träd när det åskar. Nästan alla som dör av blixtnedslag har sökt skydd undan regnet under ett träd, menar Vernon Cooray, professor vid avdelningen för elektricitetslära och åskforskning vid Uppsala universitet.[källa behövs] Man bör även undvika att hålla i utrustning och redskap som kan öka risken, exempelvis paraply, golfklubba, fiskespö och flygande drake.
Metallstrukturer (en så kallad Faradays bur) ger ett bra skydd. Det kan vara en bil eller en byggnad av armerad betong. Att köra eller åka tåg, bil, fartyg etcetera är säkrare än öppna färdmedel såsom cykel, roddbåt, häst etcetera. Huruvida bilar är säkra mot åskan har väckt diskussion efter att en människa träffats av blixten då den satt i bilen. Forskarna menar att bilen som åskskydd är säkrare än att befinna sig utomhus, men att faktorer som att ha nedvevad fönsterruta och samtidigt luta sig mot bilens väggar eller använda mobilladdare ökar riskerna. Vid ett blixtnedslag i en bil kan också en dåligt konstruerad bensintank fatta eld, bilen kan drabbas av punktering, vindrutan kan spräckas våldsamt och kablar kan bli strömförande. Det är däremot mycket liten risk att omkomma efter ett blixtnedslag i bilen. Moderna bilar kan dock ha så pass tunn plåt att de riskerar att börja brinna vid åsknedslag.
En flygplanskropp fungerar som en Faradys bur. Plåten är förstärkt på de platser en blixt skulle kunna träffa. Det har inträffat olyckor, där skador på bränsletankarna misstänkts ha orsakats av kraftiga blixtar. Haveriexperter har hittat sådana skador på vissa flygplansvrak. En sällsynt kraftig positiv blixt skulle kunna vara en trolig orsak. Ett flygplan utlöser ofta blixten och träffas av intern molnblixt av typ IC, som kan vara upp till 40 gånger kraftigare än en CG-blixt från moln till mark. Större flygplan har väderradar, där man kan se vilken del i ett åskmoln som är farlig att färdas igenom. Flygplanstillverkarna lägger ner mycket kapital på att göra flygplanen så okänsliga som möjligt för blixtens träffar. Blixten i sig är inget större problem, värre är det med den nedisning, turbulens och de stora hagel, som kan förekomma i samband med åskväder.

#### Skydd av elnätet
På en elektrisk ledare i en kraftledning skapas en strömpuls åt varje håll från punkten där huvudurladdningen når ledaren. Vid kraftledningsstolparna reflekteras de delvis och resten fortsätter. Spänningen beror på kraftledningens impedans. Om huvudurladdningen slår ner i stolpen, kan dess potential öka så mycket att det blir överslag över isolatorerna som håller faslinorna. För att undvika nedslag i faslinorna, har man ofta en eller två jordlinor över faslinorna. För att skydda utrustning har man överspänningsskydd som gnistgap och ventilavledare.

### Hur nära är åskan?
Man lär små barn att man kan ta reda på hur "nära åskan är" genom att räkna antalet sekunder mellan blixt och dunder och dividera med 3 – resultatet är det ungefärliga avståndet i kilometer till blixten. Ett åskväder anses vara farligt nära om dundret hörs mindre än 3 sekunder efter blixten.
Beräkningen grundar sig på att ljusets hastighet i luft är så stor att tiden det tar för ljuset från blixten att nå ögat är helt försumbar (några mikrosekunder) medan ljudets hastighet i luft är cirka 340 meter per sekund, det vill säga drygt en tredjedels kilometer per sekund.
Detta ger dock bara information om avståndet till den senaste urladdningen och då en åskfront utan vidare kan vara hundratals kilometer lång så ger detta ingen som helst ledning om något avstånd till "åskan", eller var nästa urladdning kommer att inträffa.
Åskmolnen har även kraftiga skyfall, fallvindar, kastvindar, hagel och tromber på sin repertoar, hur åskmolnets elektricitet inverkar på just dessa är inte känt.

## Statistik
Blixtlokaliseringsantenner som känner av elektromagnetiska pulser från blixturladdningar finns utplacerade i ett internationellt nät som används för att registrera när och var ett blixtnedslag sker. I genomsnitt pågår det globalt 1800 åskväder vid varje enskilt tillfälle och dessa genererar cirka 45 blixtar i sekunden. En tredjedel av dessa slår mot jordytan och en överväldigande del av nedslagen i jordytan är negativa. Den största förekomsten av åska sker runt ekvatorn, men det kan åska överallt. På norra och södra hemisfären är åskan säsongsmässig. På vissa platser kan åskan gå så intensivt att meteorologerna manar folk att inte gå ut i onödan.

### Blixten som fenomen
Strömmen i en blixt är 5 000 - 400 000 ampere, en typisk blixt 30 000 ampere. En blixt som avslutas efter 100µs' kallas för kallblixt. Är det en varmblixt så sjunker strömmen först till 100 A efter cirka 100 µs och avslutas helt efter cirka 1/10 sek. Blixten har då egenskaper som är antändande. Ett sådant blixtnedslag kan vara upp till en sekund.
Det anses att åskan orsakar varannan brand i Sverige.[källa behövs]
Spänningen i en blixt är 10 miljoner - 100 miljoner volt, i snitt 30 miljoner volt (från moln på 1,5 km höjd till mark)
Förurladdningen sker genom steg, stegurladdning är cirka 50 meter, dessa förgrenar sig i sicksack med 50 µs intervaller.
Förurladdningen kan förgrena sig vid dessa punkter och bilda flera spår.
SMHI använder sig av följande för att definiera blixtens styrka:
- Stark blixt: 100 miljoner volt, 150 000 ampere, 2 multipla huvudurladdningar.
- Normal blixt: 30 miljoner volt, 20 000 ampere, 2 multipla huvudurladdningar.
- Svag blixt: 10 miljoner volt, 2 000 ampere, 1 huvudurladdning.

Den längsta blixten registrerades 2017 vid ett åskväder i Nordamerika. Den var 829 km lång (mätnoggrannheten +- 8 km) och sträckte sig från delstaten Texas till Kansas City.

### Förurladdning möter fångurladdning

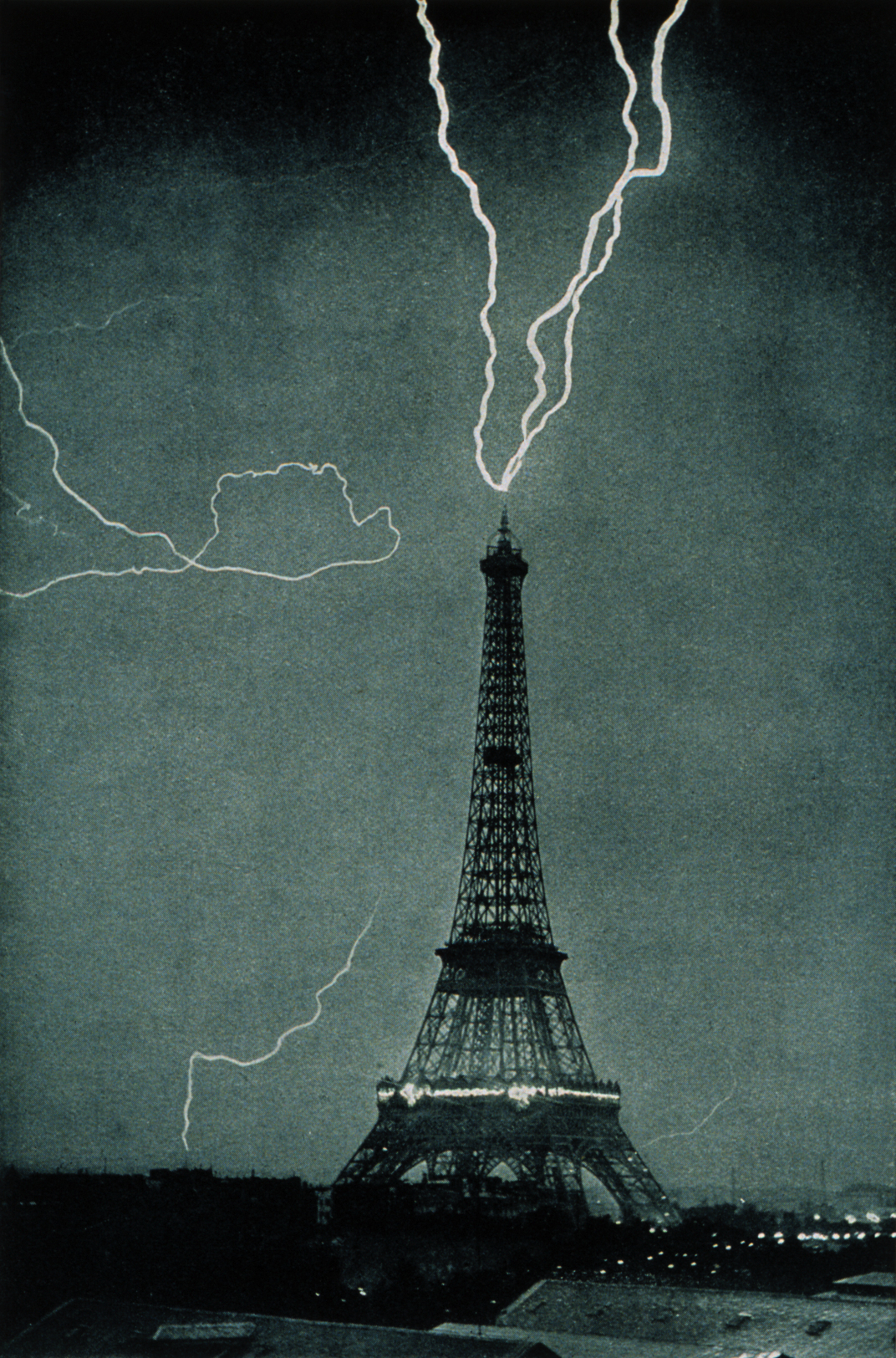
Blixten slår ner i Eiffeltornet. Foto från 1902 som är ett av de första av blixtnedslag i stadsmiljö.

På cirka 100–200 meters höjd möts förurladdningen av en eller flera fångurladdningar, en fångurladdning som inte får kontakt med blixtkanalen kan skada en människa allvarligt då den har en ström på 100–200 A. Förloppet är komplicerat då flera efterföljande blixtar kan gå lite olika vägar i huvudkanalen. Förurladdningen kan även startas från marken under de omständigheter då markföremålet är mycket högt exempelvis en TV-mast. Fenomenet ses ofta som ett grenverk av urladdningar riktade omvänt uppåt. Tiden för huvudurladdningen är att inom 5 µs når en typisk blixt upp till 30 000 A varvid den avtar vid cirka 100 µs. Antal urladdningar i samma kanal är 1–10, i genomsnitt 4.
Ett blixtnedslags mål är inte förutbestämt utan förurladdningen söker sig till sin motpol slumpmässigt. Det är först när en fångurladdning når fram som blixtkanalen etableras och blir bestämd.
Den positiva blixten är genomsnittligt sex gånger så stark och varar tio gånger så länge som en negativ blixt. Andelen positiva blixtar är lägre än 5 procent, vinteråskväder har den högsta procenthalten av positiva blixtar. Det är också lägre till åskmolnets topp vintertid. Den positiva blixten har ytterligt sällsynta toppnoteringar som tangerar en halv miljon Ampere.

### Luften somisolator
Luftens elektriska hållfasthet är tre miljoner volt per meter. Detta varierar med lufttryck, luftfuktighet, mängden laddade och ledande partiklar i luften, samt regn. Då förurladdningen letar sig fram stötvis mot sin motpol gör dessa små resistansfluktuationer att vi får en krokig blixt. Generellt vid högspänningsöverslag är att elektronerna letar sig fram och bygger upp sin egen elektrisk ledare. Processen självgenererar genom att den ökande strömmen ökar joniseringen i blixtkanalen. Minsta motståndets princip gäller då under en särskild premiss.
Det är att blixtvägen byggs upp stegvis under extremt högohmiga förhållanden. Forskarna menar att snabba elektroner som bildas från kosmisk strålning är spänningsöverslagets första steg. Det är inte bara i luften vi har spänningsöverslag.
Fenomenen går en bit ner i marken där fulguriter bildas metallrör punkteras etc. Blixtströmmen nöjer sig inte med markens konduktivitet utan vill jonisera sin väg inne i marken.
Energin övergår till allra största delen till värme i blixtkanalen och nära nedslagspunkten.
Åsksäsongen i Sverige varar från maj till september då cirka 100 000–300 000 blixtar slår ner årligen där. Detta hindrar inte att vi ibland kan höra åska under ett snöoväder.
En åskdag definieras meteorologiskt såsom en dag som vi kan höra åskan.

## Forskning om åska

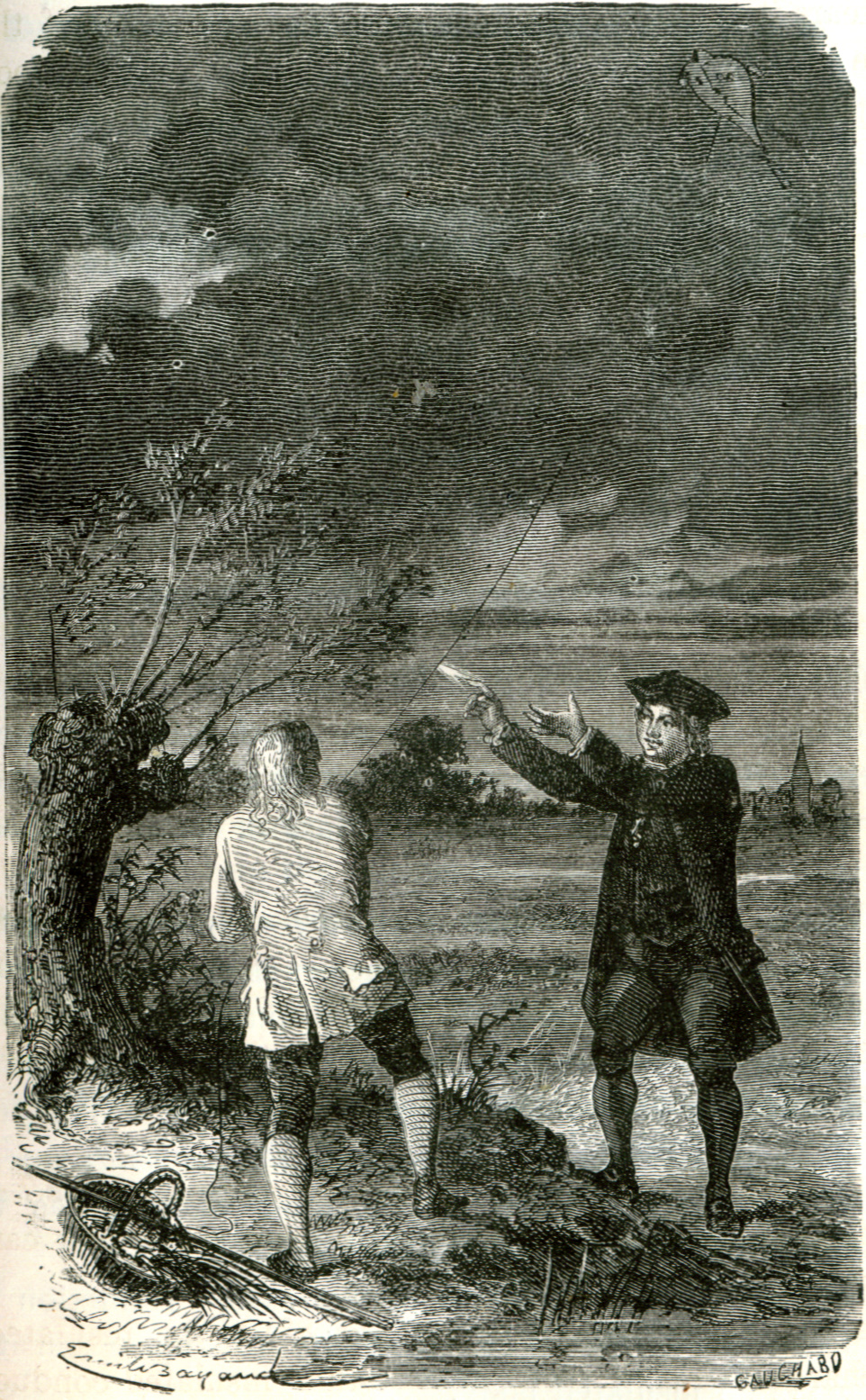
Benjamin Franklins drakförsök var det första forskningsarbetet om åska, det ledde fram till uppfinningen av åskledaren år 1752.

Ett äldre begrepp för studiet av åska är brontologi.
Ett delvis nytt paradigm har börjat växa fram där det hävdas att åskan är nödvändig för atmosfären. Upptäckten av jonosfärurladdningar har belyst denna nya uppfattning. Den positivt laddade jonosfären är i sig en elektrisk krets med jordklotet som minuspol. Drivkraften kommer från solen. Även andra moln är elektriska, exempelvis cumulus congestus är avsevärt elektriskt.
Åskcellens elektriska krets begränsas inte empiriskt till troposfären den återverkar via visslare ända upp i exosfären. Markblixten slutar inte i marken, utan åskfenomenet verkar skapa resonanser där själva jordklotet är en elektrisk kavitet (svängningskrets). Spännande frågeställningar öppnar sig för framtidens åskforskare.

### Två grundläggande forskningsmetoder
Artificiell framställning av blixtar i laboratorium,  studier på fältet genom infångning av blixten och studier av befintliga åskväder. Det är svårt att forska upp i molnen och det är fråga om mycket snabba förlopp därför är många frågor om åskan obesvarade.

### Högspänningslaboratoriet
Ett högspänningslaboratorium används för allmän forskning om högspänning, varav åskforskning endast är en del.
Det går inte att framställa så höga spänningar som naturens egen generator, cumulumnimbusmolnet. Tio miljoner volt används för laboratorieförsök.
Det gör att forskning på fältet är nödvändigt. Exempelvis är klotblixten i laboratorium eller under åska ännu ej helt kartlagd.
Simulering av blixtträffar på modeller och annan utrustning ger viktig vägledning om apparaturs tålighet för åskskador.
Det är viktigt med mobil utrustning där man kan mäta direkt under riktiga åskväder.

### Laborationer på fältet
Redan den amerikanske filosofen Benjamin Franklins drake var ett fältlaboratorium som ledde fram till uppfinningen av åskledaren.
Idag vet vi att hans experiment var livsfarligt och senare utövare av hans metoder har förolyckats. Franklins drakmetod sker i dag i åskrika trakter i USA. Raketer skickas upp mot åskvädret. Raketen bär en 500 m lång järnlina som leder blixten till jord.
Forskarna sitter i en Faradays bur som är byggd som en bunker och åser åsknedslaget på nära håll. De har också framställt fulguriter på detta sätt.
Flygning sker genom åskmoln liksom användning av ballonger.
Fältstudier sker även från höga byggnadsverk som ofta träffas av blixten. Det är så blixtens diameter har uppmätts; cirka 2–20 cm.
Åskstudier görs via höghastighetskamera och videokamera, radiopejling-anordningar såsom LLP-systemet. Det finns olika former av radar såsom dopplerradar.
Filmning göres också utanför det synliga området.[förklaring behövs]
Blixtfrekvenser med mera observeras från vädersatelliter och ger viktig information om åskan.

### Forskning i Sverige
I Sverige sker grundforskning om åska vid Ångströmlaboratoriet i Uppsala på Avdelningen för elektricitetslära och åskforskning. Det forskas också om åska vid Chalmers tekniska högskola i Göteborg, där ett högspänningslaboratorium finns.

## Jonosfären

### Jonosfärblixtar
Luften på marken är en bra isolator men ju högre upp i atmosfären desto bättre ledare är luften. Jonosfären är en god ledare. Jonosfäriska blixtar upptäcktes år 1989 av John Winkler och hans medarbetare. Gruppen testade en känslig videokamera och använde ett motiv som var ett avlägset åskväder nattetid. De såg då märkliga urladdningar som funnits beskrivna långt innan. Redan 1886 fanns ögonvittnesskildringar om urladdningar i övre atmosfären, men observationerna hade inte lett till insikten om ett särskilt fenomen. År 1925 föreslog C.T.R. Wilson att det måste finnas blixtar ovanför åskmolnet.
I nuläget indelas dessa blixtar i Röda älvor (red sprites), Blå jetstrålar (blue jets) och Älvor (elves). Fenomen och mekanismer är delvis okända.

#### Röda älvor
Så kallade Röda älvor har en manetliknande form med tentakler riktade ned mot åskmolnet. Röda älvor ligger på sju till tio mils höjd.
Kroppen är röd medan tentaklerna går över mot blått.
Tentaklerna är mycket smala, cirka 10–30 meter, och sträcker sig ner till cirka 4 mil, alltså betydligt högre än åskmolnets topp.
Röda älvor syns längre än vanliga urladdningar i den lägre stratosfären, som bara syns i några få millisekunder. Trots att röda älvor saknar beröring med åskmolnet vet man att de utlöses av positiva jordblixtar på upp till 400 000 ampere, en superblixt.

#### Blå jetstrålar
Blå jetstrålar (engelska Blue jets) börjar på åskmolnets ovansida och expanderar som en jetstråle till en halv mils diameter. De når ibland fem mils höjd och har i regel koppling till åskan som samtidigt pågår i och under åskmolnet.
De kan röra sig med cirka 100 km/s (hastigheter på över 200 km/s har dock noterats) och vara i cirka 250 millisekunder.

#### Älvor
Älvor (engelska elves) orsakas av att blixten utlöser en kraftig radiovåg. Vågen rör sig upp mot jonosfären som är ledande och inducerar en liten jonosfärström. Den breder ut sig i jonosfärskiktet som en expanderande ring. Konfrontationen mellan radiovågen och jonosfären syns i elektronövergångar i syre och kväve som är lysande, ungefär som ett mycket svagt norrsken. Fenomenet varar i cirka en millisekund.

### Relaterade jonosfärfenomen

#### Åskan och elektrosfärens läckström
Åskforskarna anser idag att den övre delen av atmosfären kallad elektrosfären skulle ladda ur sig på en halvtimma om inte jordens alla åskväder funnits. Elektrosfären inklusive jonosfären har en positiv spänning av cirka 300 000 till 400 000 volt. Jorden är negativt laddad.
Det innebär att vi har cirka 130 volts spänningsskillnad per höjdmeter här vid jordytan.
Men åskvädren verkar kunna fungera som en slags buffert mot detta strömläckage.
Det resulterar i att dessa tre fenomen ovanför åskmolnets positiva topp tömmer elektrosfären på elektroner via åskan.
Forskarna har länge antagit att lävågor i samband med åskväder påverkat jonosfären, sporadiska E skikt har satts i samband med åska. Bevisningen är inte fullständig.

#### Sferics och Visslare
Ett radiofenomen är även Sferics och tweeks som är dess variant. Detta fenomen har samband med blixtens och dess uppbyggnadsprocess i molnet. Sferics hörs i en VLF-mottagare upp till 40 kHz, de fortplantas genom jord-jonsfärens vågledare och kan observeras längre än 200 mil från källan.
Ett egendomligt VLF-(extremlångvåg)radiofenomen induceras också av blixten. Ibland läcker jonosfären blixtens radiopulser (sferics) ut i rymden. Dessa lämnar jonosfären och de följer jordens magnetiska fältlinjer 10 000 km eller mer ovanför markytan, de återvänder till jorden via fältlinjerna på motsatta hemisfären där pulsen hörs som en utdragen vissling, en så kallad visslare. I bland går det att höra flera visslare i ett ping-pong-fenomen från samma ursprungsblixt. Detta är ett plasmafenomen i jonosfären och exosfären. Visslarna har låg frekvens och flyttar sig nedåt i frekvens under några sekunder. Frekvensen är 10 kHz- 0,600 kHz och de låter som vissling i en VLF-radio.
Visslarna uppträdde först som hörbara störningar i telefoner som var anslutna till långa luftledningar. Lyssning på alla dessa fenomen rekommenderas under skymning och natt. Dessa fenomen är kända sedan radions barndom.

#### Schumanresonanser
Jordklotets Schumannresonans orsakas av att jorden och dess atmosfär är en elektrisk svängningskrets, som har frekvensen 7,8 Hz med övertoner på ungefär 14, 20, 26, 33, 39 och 45 Hz.
Jordens blixtar fungerar som gnistsändare som får denna svängningskrets i resonans. Resonanserna går att detektera med speciella instrument vilket ger viktig vägledning om åskan.

## Andra typer och platser
Blixtar kan även uppstå vid vulkanutbrott och sandstormar i öknen. Orsakerna till detta är inte närmare kända. Åska förekom i jordens forntida atmosfär. Forskare har i laboratorieförsök kunnat generera blixtar i gasblandningar som liknat denna. Resultatet är att provrörsblixtarna bildar aminosyror. Den forntida uratmosfären kan ha varit lik planeten Venus nutida atmosfär.
Decimeterlånga gnistor kan uppstå på de långa linor till sportdrakar som flygs i klart väder.[källa behövs]

### Åska utanför jorden
Venus har idag åskväder med särskilt intensiva blixtar.
Också planeten Jupiter har åskväder och intensiteten i dessa förhåller sig omvänt till solfläcksaktiviteten. Dessa uppvisar ett liknande orgelspel, ett fenomen som för tankarna till jordklotets Visslare. VLF-mottagarna i sonderna Pioneer och Voyager, detekterade även visslarfenomen i planeten Saturnus atmosfär.
Det kan även nämnas att när Jupiters måne Io korsar Jupiters magnetfältlinjer genererar även det en elektrisk ström på planeten Jupiter, som trots att den är liten jämfört med tidvattenuppvärmningen, kan ge en effekt på mer än 1 triljon watt. Denna ström flyter mellan Io och Jupiter. Spänningsskillnader mellan planeter och andra kroppar i solsystemet vet man väldigt lite om, även om Io och Jupiter-exemplet ger antydningar om att sådana måste finnas.
Likaså jordmagnetismen och dess orsaker är till stor del okända.

## Åskan i kulturen

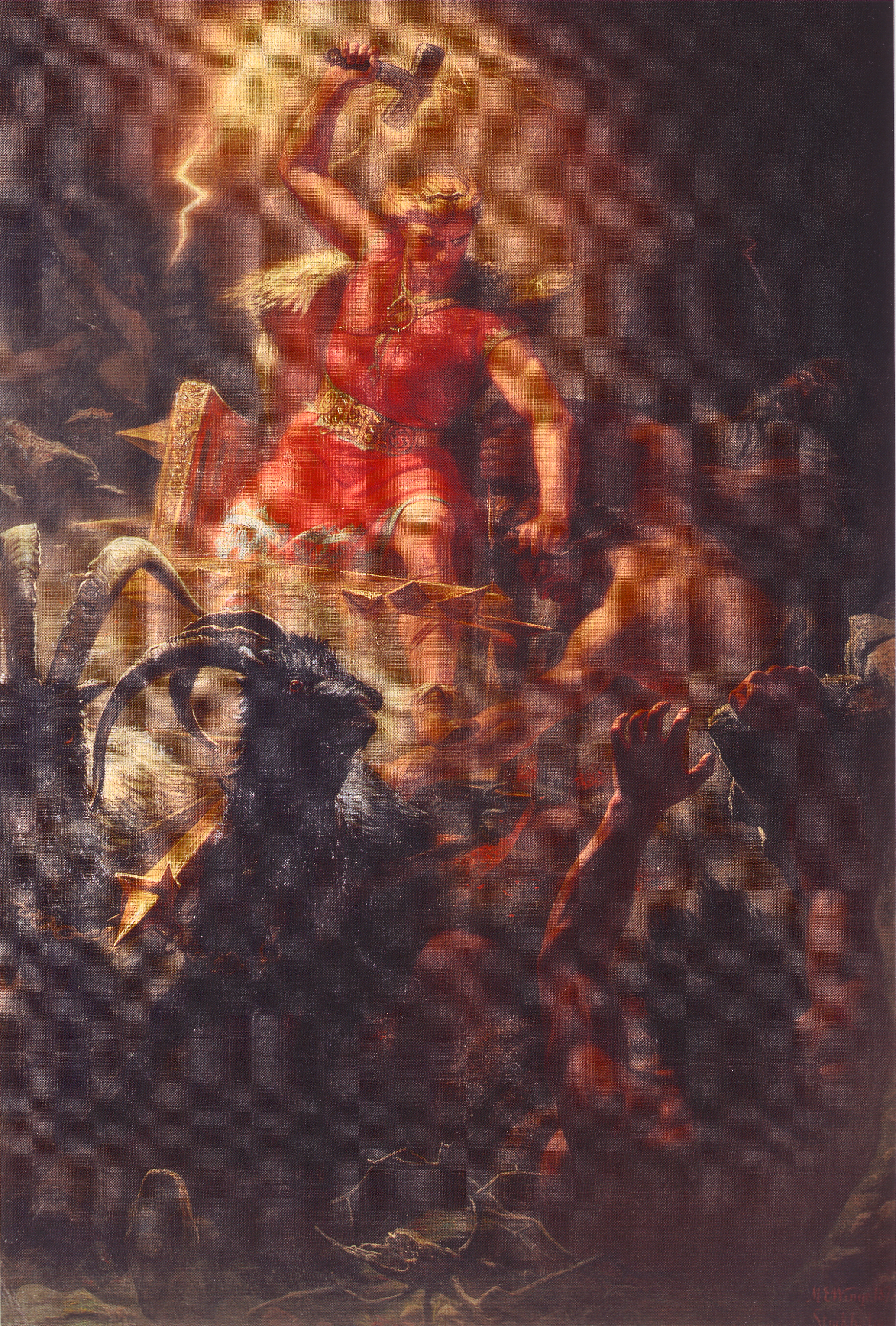
Tors strid med jättarna (1872), målning av Mårten Eskil Winge.

Åskan är en naturkraft som väckt respekt och förhoppningen att kunna blidka blixten har gjort att åskan beskrivit som en gudomlig kraft. I det nordiska stenålderssamhället var åskviggen en föregångare till Tor. Tordön är ett fornnordiskt ord för åska. Tor betyder åska (guden är döpt efter naturfenomenet) och dön betyder dån, buller.
I egyptisk religion hade åskviggen sin motsvarighet i himmelsguden Min. I dessa tidiga religioner med flera gudar, polyteism, som bland annat finns i områden med mycket åska, brukar fenomenet ofta förknippas med en åskgud som Zeus, Jupiter, liksom Tor, Indra, Chac med flera.

### Moderna myter
En modern myt är att gummistövlar skyddar mot blixten. Vad man bär på fötterna är av mindre betydelse i sammanhanget. Att ha något på fötterna istället för att gå barfota kan ändå minska risken för högspänning i kroppen om blixten slår ner i närheten.
Mobiltelefon ökar inte risken att träffas av blixten, men metallföremål vid örat kan medföra att blixten koncentreras i huvudet vid en träff.
En annan myt är att blixten aldrig slår ner på samma ställe två gånger. Sannolikheten är förvisso generellt låg även om det är fullt möjligt. Ett experiment har påvisat att ett torn på bergstoppen Säntis i Schweiz träffas hundratals gånger om året av blixten.
Att människor alltid dör när de blir träffade av blixten är en myt. Omkring 80 procent överlever en träff (2021).

### Fotografi av åska
Ett av de första fotografierna av åska i stadsmiljö togs den 3 juni 1902, då blixten slog ner i Eiffeltornet i Paris. Fotografiet publicerades knappt tre år senare i Bulletin de la Société Astronomique de France.